# Acadèmia de Ciències Naturals de la Universitat Drexel
L'Acadèmia de Ciències Naturals de la Universitat Drexel (Academy of Natural Sciences of Drexel University, anteriorment Academy of Natural Sciences of Philadelphia, és la institució de recerca científica en ciències naturals i museu més antiga d'Amèrica. Va ser fundada el 1812, per molts dels principals naturalistes de la jove república americana amb una missió expressada de "l'estímul i el cultiu de les ciències". Durant més de dos segles d'operacions contínues, l'Acadèmia ha patrocinat expedicions, realitzat investigacions ambientals i de i reunint col·leccions d'història natural que contenen més de 17 milions d'espècimens. L'Acadèmia també té una llarga tradició d'exposicions públiques i de programes educatius per a escoles i el públic en general.